# La Drenne
La Drenne est une commune nouvelle française créée le 1er janvier 2017, située dans le département de l'Oise en région Hauts-de-France.

## Géographie

### Description
La Drenne est une commune nouvelle périurbaine du Pays de Thelle dans l'Oise, constituée en 2017 par la réunion des anciennes communes du Déluge, de La Neuville-d'Aumont et de Ressons-l'Abbaye,  devenues des communes déléguées. Son chef-lieu se situe au Déluge.
L'ouest du territoire communal est tangenté par l'autoroute A16 et est aisément accessible depuis l'ancienne route nationale 1.
La station de chemin de fer la plus proche est la gare de Laboissière - Le Déluge, desservie par des trains TER Hauts-de-France qui effectuent des missions entre les gares de Paris-Nord et de Beauvais.
Le point culminant de La Drenne se trouve à 327 m d'altitude, ce qui en fait l'un des points les plus élevés de l'Oise.

### Hydrographie
La commune est située dans le bassin Seine-Normandie. Elle n'est drainée par aucun cours d'eau,.

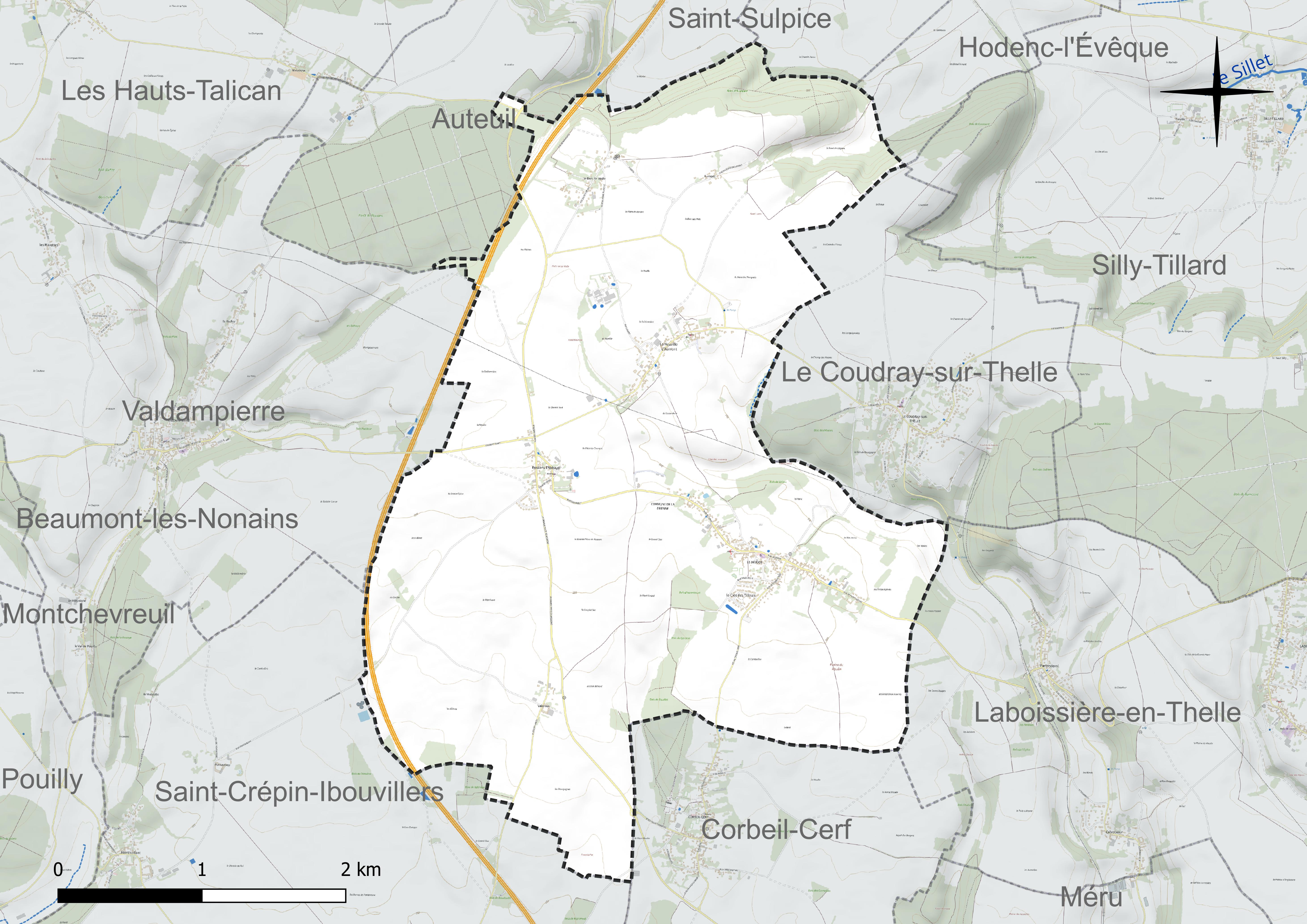
Réseau hydrographique de la Drenne.

### Climat
Pour des articles plus généraux, voir Climat des Hauts-de-France et Climat de l'Oise.
En 2010, le climat de la commune est de type climat océanique dégradé des plaines du Centre et du Nord, selon une étude du CNRS s'appuyant sur une série de données couvrant la période 1971-2000. En 2020, Météo-France publie une typologie des climats de la France métropolitaine dans laquelle la commune est exposée à un climat océanique et est dans la région climatique Sud-ouest du bassin Parisien, caractérisée par une faible pluviométrie, notamment au printemps (120 à 150 mm) et un hiver froid (3,5 °C).
Pour la période 1971-2000, la température annuelle moyenne est de 10,2 °C, avec une amplitude thermique annuelle de 14,4 °C. Le cumul annuel moyen de précipitations est de 784 mm, avec 11,1 jours de précipitations en janvier et 8,6 jours en juillet. Pour la période 1991-2020, la température moyenne annuelle observée sur la station météorologique la plus proche, située sur la commune de Jaméricourt à 17 km à vol d'oiseau, est de 11,0 °C et le cumul annuel moyen de précipitations est de 695,7 mm,. Pour l'avenir, les paramètres climatiques de la commune estimés pour 2050 selon différents scénarios d'émission de gaz à effet de serre sont consultables sur un site dédié publié par Météo-France en novembre 2022.

## Urbanisme

### Typologie
Au 1er janvier 2024, La Drenne est catégorisée commune rurale à habitat dispersé, selon la nouvelle grille communale de densité à sept niveaux définie par l'Insee en 2022.
Elle est située hors unité urbaine. Par ailleurs la commune fait partie de l'aire d'attraction de Paris, dont elle est une commune de la couronne,.

### Habitat
| Logements                                        | Nombre en 2008 | % en 2008 | nombre en 2013 | % en 2013 | nombre en 2018 | % en 2018 |
| ------------------------------------------------ | -------------- | --------- | -------------- | --------- | -------------- | --------- |
| Total                                            | 354            | 100 %     | 371            | 100 %     | 397            | 100 %     |
| Résidences principales                           | 315            | 88,9 %    | 337            | 90,9 %    | 365            | 91,9 %    |
| → Dont HLM                                       | 1              | 0,3 %     | 5              | 1,4 %     | 3              | 0,8 %     |
| Résidences secondaires et logements occasionnels | 24             | 6,7 %     | 22             | 5,9 %     | 20             | 5,1 %     |
| Logements vacants                                | 15             | 4,3 %     | 12             | 3,2 %     | 12             | 2,9 %     |
| Dont :                                           |                |           |                |           |                |           |
| → maisons                                        | 341            | 96,4 %    | 361            | 97,3 %    | 389            | 98,0 %    |
| → appartements                                   | 10             | 2,8 %     | 5              | 1,3 %     | 7              | 1,7 %     |

### Voies de communication et transports
La commune est desservie, en 2023, par les lignes 617, 6101, 6121, 6131, 6132, 6138, 6144 et 6202 du réseau interurbain de l'Oise.

## Toponymie
Le nom de la commune a été composé à partir des premières lettres des trois communes fusionnées D(éluge)RE(ssons)NE(uville-d'Aumont).

## Histoire
La création de La Drenne par la fusion de trois petites communes en 2017 est destinée à mutualiser leurs moyens et d'éviter pendant plusieurs années une baisse des dotations de l'État,.
Il convient de se reporter aux articles consacrés aux anciennes communes pour connaître leur histoire antérieure à la fusion.

## Politique et administration

### Rattachements administratifs et électoraux
La commune se trouve dans l'arrondissement de Beauvais du département de l'Oise.
Pour les élections départementales, la commune fait partie du canton de Chaumont-en-Vexin
Pour l'élection des députés, elle fait partie de la deuxième circonscription de l'Oise, à l'exception des électeurs domiciliés à Ressons-l'Abbaye, qui sont rattachés à la troisième circonscription de l'Oise, car leur ancienné commune était rattachée à l'ancien canton de Méru avant le rédécoupage électoral de 2014, le reste de la commune nouvelle ayant été rattaché, lui, à l'ancien canton de Noailles.

### Intercommunalité
La commune nouvelle regroupe trois villages qui étaient membres de deux intercommunalités différentes. En conséquence, le conseil municipal a déterminé en janvier 2017 l'intercommunalité à laquelle se rattache La Drenne, qui est la communauté de communes des Sablons,.

### Liste des maires
| Période        | Période                    | Identité                 | Étiquette | Qualité |
| -------------- | -------------------------- | ------------------------ | --------- | --- |
| 6 janvier 2017 | mai 2020                   | Christian Chorier        | SE        | Retraité de la fonction publique Maire de La Neuville-d'Aumont (2008 → 2016) Maire délégué de La Neuville-d'Aumont (2017 → 2020) |
| mai 2020       | En cours (au 13 juin 2022) | Jean-Sébastien Delaville | SE        | Entrepreneur en bâtiment Maire du Déluge (2014 → 2016)                                                                           |

### Communes déléguées
| Nom                  | Code Insee | Intercommunalité     | Superficie (km2) | Population (dernière pop. légale) | Densité (hab./km2) |
| -------------------- | ---------- | -------------------- | ---------------- | --------------------------------- | ------------------ |
| Le Déluge (siège)    | 60196      | CC des Sablons       | 3,69             | 523 (2014)                        | 142                |
| La Neuville-d'Aumont | 60453      | CC du Pays de Thelle | 4,75             | 317 (2014)                        | 67                 |
| Ressons-l'Abbaye     | 60532      | CC des Sablons       | 5,43             | 118 (2014)                        | 22                 |

Pour la mandature 2020-2026, les maires-délégués sont Jean-Sébastien Delaville au Déluge, Odile Masselin à La Neuville-d'Aumont et  Maurice De Koninck à Ressons-l'Abbaye.

### Jumelages
La Drenne est jumelée avec les villages écossais de Dunscore, Keir, Pentont et Tynron en Écosse.(Royaume Uni).

## Population et société

### Démographie
La population des anciennes communes puis de la commune nouvelle est connue par les recensements menés régulièrement par l'Insee. Ces chiffres concernent le territoire de l'actuelle commune nouvelle.
En 2025, la commune nouvelle comptait 1 086 habitants.
| 1968 | 1975 | 1982 | 1990 | 1999 | 2008 | 2013 | 2019  |
| ---- | ---- | ---- | ---- | ---- | ---- | ---- | ----- |
| 396  | 435  | 617  | 715  | 836  | 851  | 926  | 1 017 |

## Culture locale et patrimoine

### Lieux et monuments
- Église Notre-Dame de Ressons-l'Abbaye.